# Sweet Grass (Montana)
Sweet Grass es un lugar designado por el censo ubicado en el condado de Toole en el estado estadounidense de Montana. En el Censo de 2010 tenía una población de 58 habitantes y una densidad poblacional de 46,95 personas por km².

## Geografía
Sweet Grass se encuentra ubicado en las coordenadas 48°59′34″N 111°58′1″O / 48.99278, -111.96694. Según la Oficina del Censo de los Estados Unidos, Sweet Grass tiene una superficie total de 1.24 km², de la cual 1.24 km² corresponden a tierra firme y (0%) 0 km² es agua.

## Demografía
Según el censo de 2010, había 58 personas residiendo en Sweet Grass. La densidad de población era de 46,95 hab./km². De los 58 habitantes, Sweet Grass estaba compuesto por el 96.55% blancos, el 0% eran afroamericanos, el 1.72% eran amerindios, el 0% eran asiáticos, el 0% eran isleños del Pacífico, el 0% eran de otras razas y el 1.72% pertenecían a dos o más razas. Del total de la población el 3.45% eran hispanos o latinos de cualquier raza.